# Alifa
Alifa eller Zeta Ursae Minoris (ζ Ursae Minoris, förkortat Zeta UMi, ζ UMi), som är stjärnans Bayer-beteckning, är en ensam stjärna i mellersta delen av stjärnbilden Lilla björnen. Den har en skenbar magnitud av 4,28 och är synlig för blotta ögat där ljusföroreningar ej förekommer. Baserat på en årlig parallaxförskjutning av ca 8,7 mas, beräknas den befinna sig på ett avstånd av ca 380 ljusår (115 parsek).

## Nomenklatur
Zeta Ursae Minoris har kallats Akhfa al Farkadain, från det arabiska aḫfa al-farqadayn, vilket betyder "den dunklare av de två kalvarna". Den är sedan kopplad med Eta Ursae Minoris som Anwar al Farkadain, "de ljusare av de två kalvarna". Namnen kan ursprungligen referera till ett par Ibexes, och tillämpas mer korrekt på Gamma UMi respektive Beta UMi, de ljusare två stjärnorna i rektangeln av Ursa Minor.

## Egenskaper
Alifa är en gul till vit stjärna i huvudserien av spektralklass A3 Vn, som håller på att utvecklas till en jättestjärna. Den har en massa som är ca 3,4 gånger solens massa, en radie som är ca 6 gånger större än solens och utsänder ca 230 gånger mera energi än solen från dess fotosfär vid en effektiv temperatur på ca 9 100 K.